# Love Child (groupe)
Pour les articles homonymes, voir Love Child.
Love Child est un groupe de rock alternatif fondé en 1987, basé à New York, dont la musique combine des éléments de punk rock et de no wave. Le groupe se dissout en 1992.

## Histoire

### Fondation
Love Child est fondé en 1987 par Will Baum, le batteur, guitariste et chanteur du groupe, et Rebecca Odes, la bassiste et chanteuse du groupe. Alan Licht rejoint ensuite le groupe en tant que guitariste, batteur et chanteur'. Lors de la formation du groupe, Licht, Odes et Baum sont  sont tous étudiants de la classe de 1990 au Vassar College'. 

### Premier album
En février 1990, Love Child enregistre son premier album studio, Okay? . Plus tard cette année-là, le zine Forced Exposure sort l'EP, Love Child Plays Moondog . Cet EP, auquel Baum n'a pas contribué, comprend quatre reprises de chansons de Moondog'. Baum quitte Love Child entre l'enregistrement de Okay ? en 1990 et sa sortie l'année suivante. Son rôle de batteur est ensuite repris par Brendan O'Malley. Okay ? sort sur Homestead Records fin 1991. 

### Deuxième album et dissolution
Le groupe sort son deuxième et dernier album studio, Witchcraft, en 1992 ; ils se séparent peu de temps après.

## Réception critique
Selon David Sprague, dans Trouser Press, Love Child est « ... l'un des groupes les plus créatifs de Gotham, capable de passer de morceaux pop twee à des constructions skronkadelic galvanisantes en un seul bond ».
Robert Christgau récompense OK ? d'une note B+, écrivant : « Dommage que ces néotraditionalistes punk-going-no-wave n'aient pas étudié leurs Ramones plus en profondeur – au lieu de regrouper 21 chansons en 45 minutes, ils auraient pu regrouper les 14 plus accrocheuses en un plan dandy de 27 minutes dans le noir ». Dan Warburton d'AllMusic donne à l'album trois étoiles sur cinq, écrivant : « Licht révèle tout au long de l'album non seulement une connaissance encyclopédique de l'histoire de la guitare électrique, avec des échos de Pete Townshend, Robert Quine, Bob Mould et Rudolph Grey (son solo sur « Slow Me Down » est exceptionnel), mais aussi un véritable talent pour l'écriture de chansons ».
Nils Bernstein donné à Witchcraft une critique favorable dans Spin, louant Rebecca Odes comme ayant « une de ces voix classiques et décontractées, comme celle de Kim Deal, immédiatement familière et totalement inimitable ». Jason Cherkis du Daily Collegian critique également l'album favorablement, écrivant : « Sur Witchcraft, le groupe ne se tord pas mais glisse, formant des comptines underground parfaites sans vous endormir ». Jason Ankeny d'AllMusic donne à l'album quatre étoiles sur cinq, le décrivant comme « un autre disque merveilleux de l'un des groupes les plus criminellement négligés du début des années 90 ».

## Discographie
L'album produit plusieurs albums, dont :

### LP
- Okay? (Homestead, 1991)
- Witchcraft (Homestead, 1992)
- Never Meant to Be: 1988-1993 (12XU, 2024)

### EP
- Love Child (Trash Flow, 1990)
- Love Child Plays Moondog (Forced Exposure, 1990)
- Peel Session (12XU, 2024)